# Mateusz Zachara
Mateusz Zachara (ur. 27 marca 1990 w Częstochowie) – polski piłkarz występujący na pozycji napastnika. Od 29 stycznia 2020 roku zawodnik FK Železiarne Podbrezová.

## Kariera klubowa
Zawodową karierę zaczynał w Rakowie Częstochowa, w którym rozegrał 86 meczów i strzelił 22 bramki. Po trzech latach spędzonych w częstochowskim klubie w styczniu 2011 podpisał trzyipółletni kontrakt z Górnikiem Zabrze. Został wypożyczony do GKS-u Katowice na sezon 2011/2012, w ciągu którego dla katowickiego klubu rozegrał 29 meczów i strzelił 7 bramek. Po sezonie gry w Katowicach wrócił do Zabrza, a sezon 2012/2013 spędził jako rezerwowy napastnik. W styczniu 2014 umowa z zabrzańskim klubem została automatycznie przedłużona o kolejne trzy lata. Sezon 2013/2014 był najlepszym sezonem Mateusza Zachary, w którym rozegrał w Ekstraklasie 31 spotkań i z 11 golami był najlepszym strzelcem swojego klubu. W rundzie jesiennej sezonu 2014/2015 strzelił 8 goli, po czym w zimowym oknie transferowym został kupiony przez chiński klub Henan Jianye z którym podpisał trzyletnią umowę. W Chinach rozegrał jeden sezon, na początku następnego nie występował z powodu kontuzji, po czym rozwiązał kontrakt z klubem. 13 czerwca 2016 podpisał roczny kontrakt z Wisłą Kraków. W sezonie 2016/2017 rozegrał w barwach Wisły, 31 meczów, w których strzelił 4 bramki. 20 czerwca 2017 podpisał dwuletni kontrakt z portugalskim klubem CD Tondela, ale 14 listopada go rozwiązał za porozumieniem stron. 28 listopada 2017 podpisał kontrakt z pierwszoligowym Rakowem Częstochowa. Od 1 lipca 2019 reprezentował barwy słowackiego klubu FK Pohronie. Wystąpił tam w 14 spotkaniach ligowych, w których zdobył dwie bramki, a po zakończeniu rundy odszedł z klubu do drugoligowego słowackiego FK Železiarne Podbrezová. W styczniu 2021 podpisał kontrakt z bośniackim NK Široki Brijeg. W lipcu 2022 został zawodnikiem MKS Myszków.

## Statystyki kariery klubowej
Stan na 18 kwietnia 2019
| Klub                     | Sezon                    | Liga                     | Liga  | Liga   | Puchar krajowy | Puchar krajowy | Puchary europejskie | Puchary europejskie | Suma  | Suma   |
| Klub                     | Sezon                    | Liga                     | Mecze | Bramki | Mecze          | Bramki         | Mecze               | Bramki              | Mecze | Bramki |
| ------------------------ | ------------------------ | ------------------------ | ----- | ------ | -------------- | -------------- | ------------------- | ------------------- | ----- | ------ |
| Raków Częstochowa        | 2007/2008 (w)            | III liga                 | 7     | 1      |                | 0              | –                   | –                   | 7     | 1      |
| Raków Częstochowa        | 2008/2009                | II liga                  | 30    | 6      | 0              | 0              | –                   | –                   | 30    | 6      |
| Raków Częstochowa        | 2009/2010                | II liga                  | 33    | 5      | 0              | 0              | –                   | –                   | 33    | 5      |
| Raków Częstochowa        | 2010/2011 (j)            | II liga                  | 15    | 10     | 1              | 0              | –                   | –                   | 16    | 10     |
| Górnik Zabrze            | 2010/2011 (w)            | Ekstraklasa              | 1     | 0      | 0              | 0              | –                   | –                   | 1     | 0      |
| GKS Katowice (wyp.)      | 2011/2012                | I liga                   | 29    | 7      | 0              | 0              | –                   | –                   | 29    | 7      |
| Górnik Zabrze            | 2012/2013                | Ekstraklasa              | 13    | 1      | 0              | 0              | –                   | –                   | 13    | 1      |
| Górnik Zabrze            | 2013/2014                | Ekstraklasa              | 31    | 11     | 2              | 1              | –                   | –                   | 33    | 12     |
| Górnik Zabrze            | 2014/2015 (j)            | Ekstraklasa              | 18    | 8      | 1              | 0              | –                   | –                   | 19    | 8      |
| Henan Jianye             | 2015                     | Chinese Super League     | 23    | 4      | 2              | 1              | –                   | –                   | 25    | 5      |
| Wisła Kraków             | 2016/2017                | Ekstraklasa              | 27    | 4      | 4              | 0              | –                   | –                   | 31    | 4      |
| CD Tondela               | 2017/2018                | Primeira Liga            | 4     | 0      | 0              | 0              | –                   | –                   | 4     | 0      |
| Raków Częstochowa        | 2017/2018 (w)            | I liga                   | 6     | 0      | 0              | 0              | –                   | –                   | 6     | 0      |
| Raków Częstochowa        | 2018/2019                | I liga                   | 7     | 0      | 2              | 0              | –                   | –                   | 9     | 0      |
| FK Pohronie              | 2019/2020                | 1. liga                  | 14    | 2      | 4              | 1              | –                   | –                   | 18    | 3      |
| FK Železiarne Podbrezová | 2019/2020                | 2. liga                  | 4     | 1      | –              | –              | –                   | –                   | 4     | 1      |
| FK Železiarne Podbrezová | 2020/2021                | 2. liga                  | 3     | 2      | –              | –              | –                   | –                   | 3     | 2      |
| NK Široki Brijeg         | 2020/2021                | Premijer Liga            | 9     | 1      | –              | –              | –                   | –                   | 9     | 1      |
| Suma                     | Raków Częstochowa        | Raków Częstochowa        | 98    | 22     | 3              | 0              | –                   | –                   | 101   | 22     |
| Suma                     | GKS Katowice             | GKS Katowice             | 29    | 7      | 0              | 0              | –                   | –                   | 29    | 7      |
| Suma                     | Górnik Zabrze            | Górnik Zabrze            | 63    | 20     | 3              | 1              | –                   | –                   | 66    | 21     |
| Suma                     | Henan Jianye             | Henan Jianye             | 23    | 4      | 2              | 1              | –                   | –                   | 25    | 5      |
| Suma                     | Wisła Kraków             | Wisła Kraków             | 27    | 4      | 4              | 0              | –                   | –                   | 31    | 4      |
| Suma                     | CD Tondela               | CD Tondela               | 4     | 0      | 0              | 0              | –                   | –                   | 4     | 0      |
| Suma                     | FK Pohronie              | FK Pohronie              | 14    | 2      | 4              | 1              | –                   | –                   | 18    | 3      |
| Suma                     | FK Železiarne Podbrezová | FK Železiarne Podbrezová | 7     | 3      | –              | –              | –                   | –                   | 7     | 3      |
| Suma                     | NK Široki Brijeg         | NK Široki Brijeg         | 9     | 1      | –              | –              | –                   | –                   | 9     | 1      |
| Ogólnie w karierze       | Ogólnie w karierze       | Ogólnie w karierze       | 274   | 63     | 16             | 3              | –                   | –                   | 290   | 66     |

## Kariera reprezentacyjna
W grudniu 2013 Zachara otrzymał powołanie od trenera Adama Nawałki na zgrupowanie reprezentacji Polski w Zjednoczonych Emiratach Arabskich (14–22 stycznia 2014, Abu Zabi). Wystąpił tam w dwóch meczach towarzyskich w biało-czerwonych barwach. Zadebiutował 18 stycznia 2014 w wygranym 3:0, spotkaniu z Norwegią.

## Statystyki kariery reprezentacyjnej
| Mecze i gole w reprezentacji | Mecze i gole w reprezentacji | Mecze i gole w reprezentacji | Mecze i gole w reprezentacji | Mecze i gole w reprezentacji | Mecze i gole w reprezentacji | Mecze i gole w reprezentacji | Mecze i gole w reprezentacji | Mecze i gole w reprezentacji |
| #                            | Data                         | Miejsce                      | Przeciwnik                   | Rezultat                     | Gole                         | Liczba minut                 | Rozgrywki                    |                              |
| ---------------------------- | ---------------------------- | ---------------------------- | ---------------------------- | ---------------------------- | ---------------------------- | ---------------------------- | ---------------------------- | ---------------------------- |
| 1.                           | 18 stycznia 2014             | Abu Zabi, ZEA                | Norwegia                     | 3:0                          | 0                            | 17                           | Mecz towarzyski              |                              |
| 2.                           | 20 stycznia 2014             | Abu Zabi, ZEA                | Mołdawia                     | 1:0                          | 0                            | 90                           | Mecz towarzyski              |                              |